# Гергард Кунерт
Гергард Кунерт (нім. Gerhard Kunert; 17 лютого 1920 — 31 серпня 1944) — німецький військовослужбовець, унтерофіцер вермахту. Кавалер Лицарського хреста Залізного хреста з дубовим листям.

## Біографія
1 жовтня 1940 року призваний в 5-й запасний піхотний батальйон, звідки був випущений в 51-й піхотний полк. З літа 1941 року брав участь у Німецько-радянській війні. З початку 1943 року служив в 6-й роті 33-го моторизованого полку 4-ї танкової дивізії. Відзначився у боях на Курській дузі. В 1944 році воював у Литві. Загинув у бою.

## Нагороди
- Нагрудний знак «За танкову атаку» в бронзі
- Медаль «За зимову кампанію на Сході 1941/42»
- Залізний хрест
  - 2-го класу (18 лютого 1943)
  - 1-го класу (31 липня 1943)
- Лицарський хрест Залізного хреста з дубовим листям
  - лицарський хрест (16 вересня 1943)
  - дубове листя (№606; 4 жовтня 1944)
- Нагрудний знак «За поранення» в чорному
- Нагрудний знак ближнього бою в бронзі